# 泽润里站
泽润里站是一个成昆铁路上的车站，位于云南省禄丰县勤丰镇羊街村，建于1966年，邮政编码为651201。
泽润里站目前为五等站，隶属昆明铁路局管辖，西距广通站93公里，成都站1040公里，东距昆明站60公里。该站不办理客运业务；货运：办理整车、零担货物发到；危险货物仅办理农药、化肥发到。